# Terento
Terento, német nevén Terenten, település Olaszországban, Bolzano autonóm megyében. Lakosainak száma 1775 fő (2023. január 1.). Terento Selva dei Molini, Chienes és Vandoies községekkel határos.

## Népesség
A település népességének változása:
| Lakosok száma | 1747 | 1753 | 1775 |
|               | 2017 | 2018 | 2023 |